# Thomas Amlong

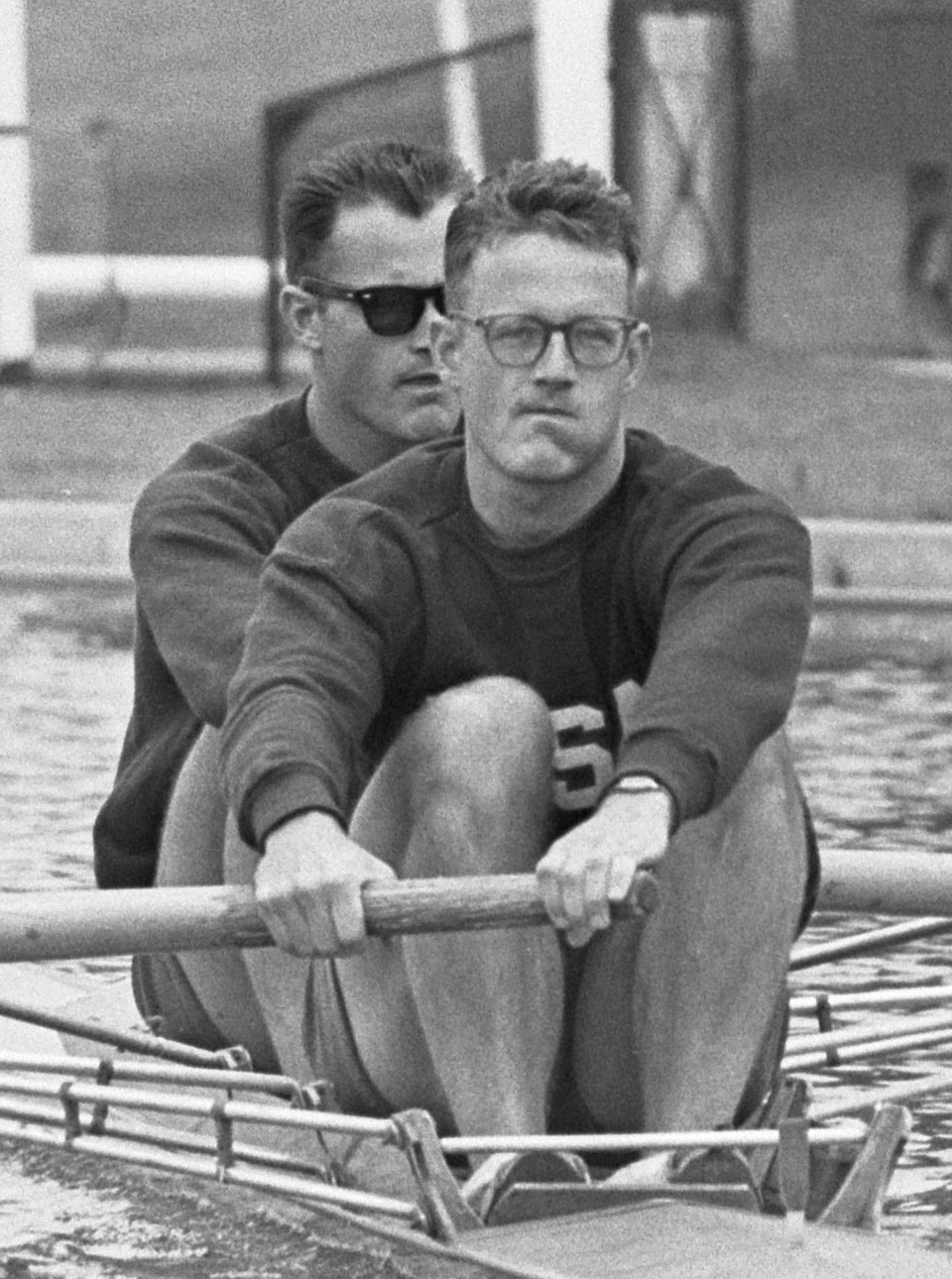
Thomas und Joseph Amlong (1964 in Amsterdam)

Thomas „Tom“ Kennedy Amlong (* 15. Juni 1935 in Fort Knox; † 26. Januar 2009 in New Haven, Connecticut) war ein amerikanischer Ruderer.
Er und sein Bruder Joseph waren Mitglied des Vesper Boat Club in Philadelphia. 1963 belegten die Amlong-Brüder im Zweier den zweiten Platz in Henley. Bei den Olympischen Spielen 1964 stellte mit dem Boot vom Vesper Boat Club erstmals ein Verein den US-Achter und nicht eine Hochschule. Der US-Achter war Außenseiter gegen den favorisierten Deutschland-Achter. Die beiden Boote trafen bereits im ersten Vorlauf aufeinander und der Deutschland-Achter siegte mit 0,28 Sekunden Vorsprung. Im Finale siegte das US-Boot mit über fünf Sekunden Vorsprung.
Wie sein Bruder setzte auch Thomas Amlong nach seiner sportlichen Karriere seine militärische Laufbahn fort.